# Яванський кіт
Яванський кіт (Prionailurus javanensis) — ссавець із родини котових, який поширений на сундських островах Ява, Балі, Борнео, Суматра, Палаван, Негрос, Мактан, Себу, Панай.

## Таксономії та еволюція
У 19–20 століттях було описано кілька зоологічних зразків котів роду Prionailurus із Зондських островів, у тому числі Демаре Ансельм Гаетан описав зразок Felis javanensis з Яви в 1816 році.
Результати філогеографічного дослідження вказують на те, що лінія сундського кота розходилася в середньому плейстоцені. Вважається, що населення Борнео поширилося на Суматру та філіппінський острів Палаван після виверження Тоби, коли ці острови були з'єднані під час пізньоплейстоценового заледеніння. Оскільки P. javanensis в Палавані й Негросі демонструють низьку генетичну диференціацію, можливо, люди завезли цього кота з Палавана на Негрос та прилеглі острови. На основі наявних даних визнано два підвиди: P. j. javanensis і P. j. sumatranus.

## Зовнішній вигляд
Цей кіт трохи менший від свійського з коричневими круглими плямами на сіро-коричневому забарвленні волосяного покриву зверху та білуватому знизу; є лінія від верху кожного ока в напрямку до спини і довгасті плями на спині. Як і у всіх видів Prionailurus, вуха округлі. Подібно до материкового родича P. javanensis стрункий з довгими ногами і чітко окресленими перетинками між пальцями. Голова мала, мордочка коротка, вузька й біла. Хвіст приблизно вдвічі менший за довжину голови й тіла, а біля чорного кінчика помітні кілька нечітких кілець. Є два основні варіанти забарвлення. Кішки з Яви, Балі та Палавана — світло-сірі, іноді жовто-сірі, з дуже маленькими плямами, які можуть бути чітко не визначені. А коти зі Суматри, Борнео та Негроса мають теплий вохристий відтінок та більші чітко виділені плями. Вага P. javanensis від 0,55 до 3,8 кг, довжина голови й тулуба від 38,8 до 66 см, і хвіст приблизно 40–50% від цієї довжини.

## Поведінка
Це нічні й присмеркові тварини. Полюють переважно на гризунів; меншою мірою у раціон входять жуки, змії, ящірки, жаби, птахи.

## Середовище проживання
Його природним середовищем проживання є низовий тропічний вічнозелений ліс, але він також пристосувався до модифікованих людиною ландшафтів з відповідним рослинним покривом і населяє сільськогосподарські райони: плантації каучуку, олійної пальми та цукрового очерету. На Калімантані P. javanensis також зафіксований у змішаному болотному лісі. У заповіднику дикої природи Табін середня площа мешкання становить 3,5 км² у самців і 2,1 км² у самиць. Площа мешкання самця перекриває одну чи більше площ мешкання самиць.

## Загрози
Коти регулярно трапляються на ринках дикої природи. У селах на Суматрі відмирання курей часто приписували цим котам і зазвичай це призводило до відплати. Хоча цей вид менш залежать від лісистості, втрата середовища існування та фрагментація все ще є загрозою